# HMS Stubborn (P238)
«Стабборн» ( HMS Stubborn (P238) — військовий корабель, середній підводний човен типу «S» 3-ї серії Королівського військово-морського флоту Великої Британії часів Другої світової війни.
Підводний човен «Стабборн» був закладений 10 вересня 1941 року на верфі компанії Cammell Laird у Беркенгеді. 11 листопада 1942 року він був спущений на воду, а 20 лютого 1943 року увійшов до складу Королівських ВМС Великої Британії. Субмарина брала участь у бойових діях на морі в Другій світовій війні; корабель бився у Північній Атлантиці, біля берегів Європи.

## Історія служби
У вересні 1943 року підводний човен залучався до складної операції з нейтралізації німецьких капітальних кораблів, що базувалися у Каафіорді, Нордкап у Північній Норвегії. Це була перша операція із застосуванням надмалих підводних човнів типу «X» — операція «Сорс» — в якій використовували шість надмалих субмарин типу «X», але лише два мінічовни успішно заклали свої заряди під німецьким лінкором «Тірпіц». Два вийшли з ладу під час буксирування до Норвегії, один зазнав механічної несправності та затонув, ще один потонув після нападу. Тільки X6 та X7, якими командували лейтенант Дональд Кемерон та лейтенант Годфрі Плейс відповідно, здобули успіх. «Тірпіц» зазнав серйозних пошкоджень і його відновлення та повернення до строю тривало аж до травня 1944 року.
11 лютого 1944 року «Стабборн» потопив німецьке торговельне судно Makki Faulbaum і торпедував та пошкодив Felix D. приблизно в 25 милях на північний захід від Намсоса. Пізніше він здійснив невдалу атаку на німецький конвой з п'яти кораблів біля Фольда-фіорду. Упертий випустив шість торпед, але жодна не влучила в ціль. Британський підводний човен був сильно пошкоджений німецькими кораблями супроводу. Він піднявся на поверхню лише для того, щоб знову різко пірнути на глибину 500 футів — на 200 футів глибше, ніж його запланована максимальна глибина. Зрештою німці припинили атаку, і корабель повернувся додому ледве рухаючись зі значними пошкодженнями. «Стабборн» зустріли есмінці «Свіфт» і «Метеор», які врешті-решт відбуксирували його додому в Лервік.